# 최원호 (고려)
최원호(崔元浩, 생몰년 미상)는 고려의 중기 무신이다. 무신집권자 최충헌과 그의 동생 최충수의 아버지이다.

## 생애
그의 생년월일과 초기 행적, 삶에 대해서는 알려진 것이 없다. 고려 중기의 무신으로 무신정권의 집권자 최충헌과 그의 동생인 최충수의 아버지이다. 우봉 최씨의 시조이기도 하다. 그의 가계는 실전되었으나 1970년 이후 최충헌 묘지명이 판독되면서 그의 아버지 최정현과 할아버지 최주행까지는 이름과 행적이 알려지게 되었다. 그의 아버지 최정현, 할아버지 최주행의 행적은 알려진 것이 없으나, 후일 그의 아들 최충헌이 집권한 뒤 증 수태사 개부의동삼사 중서령 상장군(贈 守太師 開府儀同三司 中書令 上將軍)에 증직되었다.
그는 명종 초에 상장군을 지냈으며 1196년 최충헌이 이의민을 살해하고 최씨정권을 세우자 증 봉의찬덕공신(贈奉議贊德功臣) 수태위 문하시랑평장사(守太尉門下侍郎平章事)에 추증되었으며 1197년에는 삼중대광으로 문하시중을 거쳐 우성공신에 책록되었다.

## 가계
- 조부 : 최주행(崔周幸)
- 조모 : 미상
- 부 : 최정현(崔貞現)
- 모 : 미상
- 부인 : 류씨(柳氏)
  - 아들 : 최충헌(崔忠獻, 1149~1219)
  - 아들 : 최충수(崔忠粹, 1151~1197)
  - 딸 : 우봉 최씨(牛峰 崔氏)